# Euchirella rostromagna
Euchirella rostromagna är en kräftdjursart som beskrevs av Wolfenden 1911. Euchirella rostromagna ingår i släktet Euchirella och familjen Aetideidae. Inga underarter finns listade i Catalogue of Life.